# 万忠墓
38°49′00″N 121°15′21″E / 38.81666°N 121.25577°E
万忠墓，位于中華人民共和國辽宁省大连市旅顺口区九三路23号，是旅顺大屠杀遇难者的集体墓葬。该墓葬初建于1895年，1896年重建并重立墓碑，还在墓前修建了享殿。1905年墓碑被移走，1922年重立墓碑。此后1948年和1994年先后两次得以重建，享殿前增建山门。2006年，万忠墓被列为全国重点文物保护单位。

## 历史

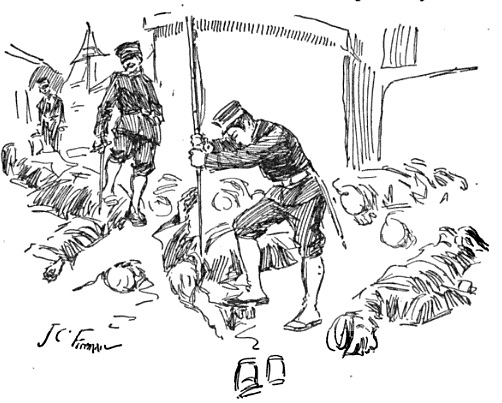
一份西方報紙登載日軍在甲午战争中执行旅顺大屠杀殘害中國人的素描。

中日甲午战争期间，1894年11月21日，日军攻陷旅顺，并于当天开始至11月24日屠杀旅顺城内的平民。1895年2月，日军将掩埋在各处的死难者的尸体集中焚烧，之后装入三口棺材之中，埋葬在白玉山东麓。日军还在埋葬地前竖起一块写有“清军将士阵亡之所”的木牌。1896年，清政府委派顾元勋接受旅顺。顾元勋抵达旅顺后重修了甲午战争遇难同胞墓，在重修过程中移除了日军所立木牌，改立“万忠墓”墓碑。墓前建起一座面阔三间的享殿，门框上方安放一块包着铁板的匾额“万忠墓”。
1905年，日本在日俄战争中获胜后再次侵占旅顺，并将万忠墓墓碑偷运至关东厅旅顺医院内:92-93。1922年，旅顺华商公议会会长陶旭亭等人决定重修万忠墓并发起募捐，最终在墓前重立一座书有“万忠墓”字样的石碑，该石碑高1.44米、宽0.64米、厚0.15米。1931年年中，日本旅顺民政署企图将万忠墓迁走，被当地居民强烈抵制后作罢；此后日方在万忠墓周围建设铁丝网，并在铁丝网内栽种果树，这种做法不久即被当地居民阻止。1948年，因万忠墓年久失修，旅顺市民主政府成立了重修万忠墓委员会。这次重修工程自1948年10月开工，至11月下旬竣工。该工程重修了万忠墓享殿，重建了墓室外表，并重立了墓碑。但由于本次重修的设计师为日本人矢口浩，墓碑被改在了墓室的正上方。1896年顾元勋所立的墓碑也被寻回，安放在墓室旁。本次工程完工后，当地举行了隆重的落成典礼。
中华人民共和国成立后，1963年，万忠墓被列为辽宁省重点文物保护单位。1971年3月，万忠墓后新建了一座展室。1994年11月，旅顺大屠杀遇难同胞百年祭奠时，中共旅顺口区委和旅顺口区政府重修并扩建了万忠墓，还在万忠墓附近修建了甲午死难同胞百年祭纪念碑、祭祀广场和万忠墓纪念馆，总建筑面积达到9,200平方公尺。当年清明节时，万忠墓举行仪式，重新安葬了遇难者的遗骨。1997年，旅顺万忠墓被定为“全国百佳爱国主义教育基地”。
2006年，万忠墓被列为全国重点文物保护单位:604。

## 结构
万忠墓位于辽宁省大连市旅顺口区九三路23号，由墓室、享殿和山门组成。墓室呈立方体，初建成时边长约3.4米，上面用条石覆盖。墓前立有一块墓碑，高1.4米、宽0.54米、厚0.16米，正面为顾元勋所题“万忠墓”，落款为“光绪二十二年十月谷旦太仓顾元勋题石”。背面为顾元勋所写墓志铭。:604

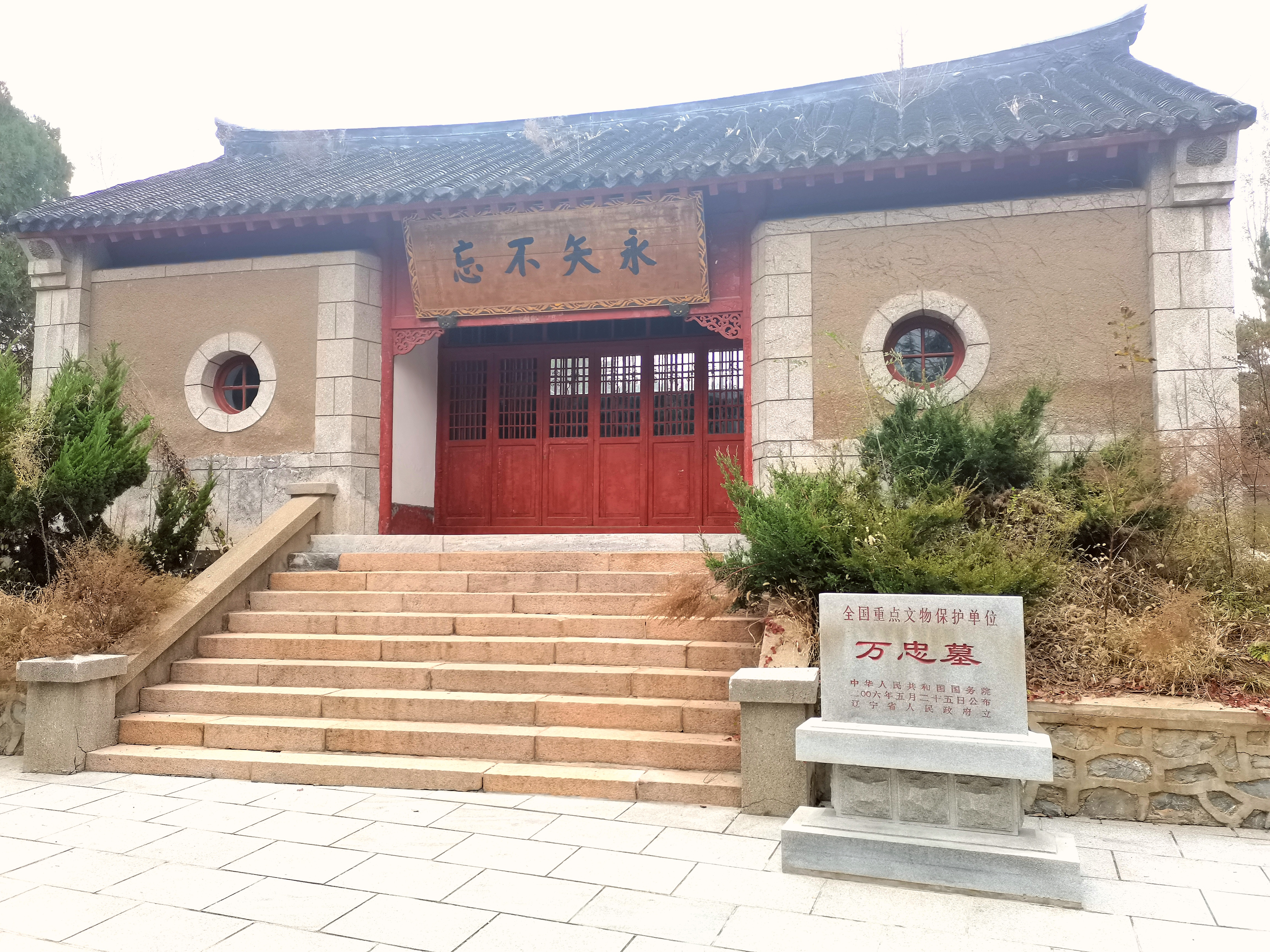
万忠墓前享殿
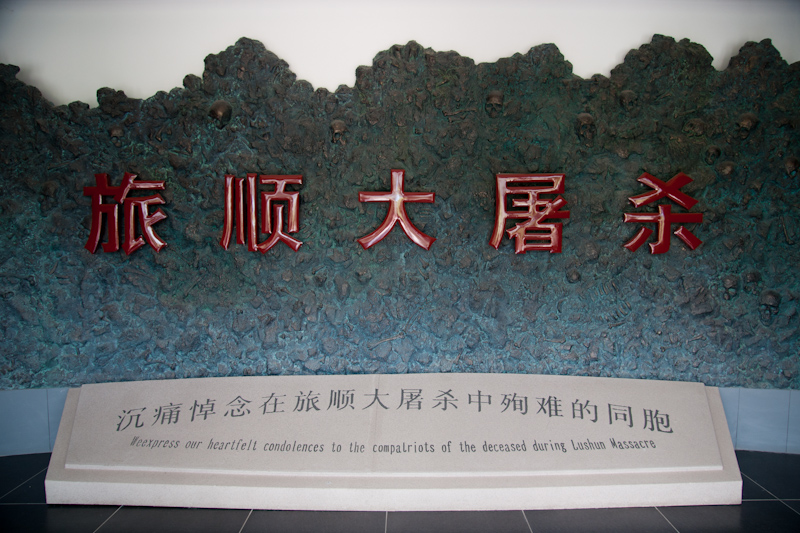
万忠墓纪念馆内部
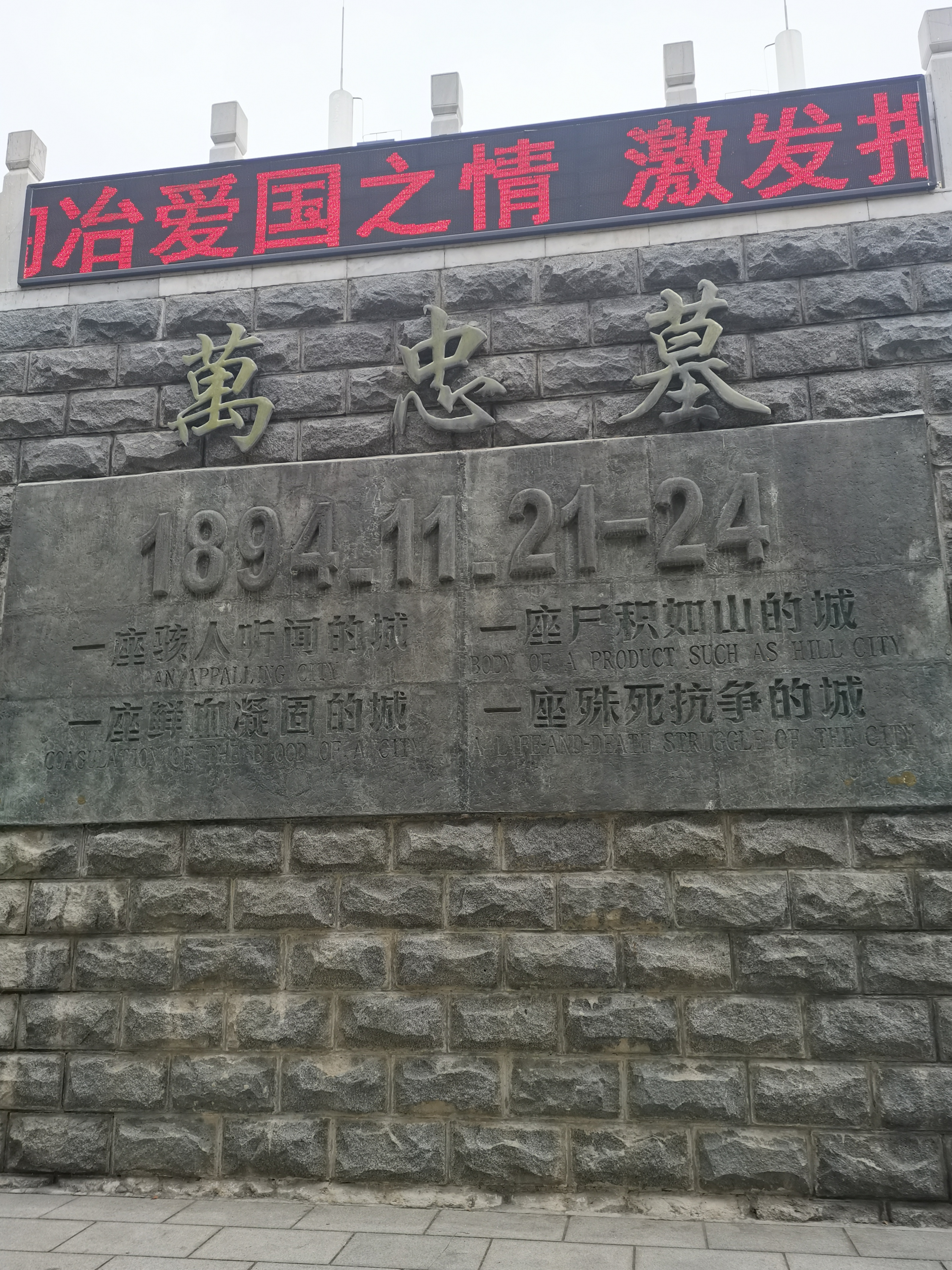
万忠墓纪念馆外墙

1948年的重修工程在原墓室基础上增筑，高约1.1米，四周各边长5.25米。墓碑立于墓室正上方，新墓碑的碑体高1.8米，宽0.87米，厚0.7米，正面写有“万忠墓”，背面写有旅顺大屠杀和重建万忠墓的经过。墓碑两侧建有花岗岩条石砌成的阶梯式护墙。墓室前5米处为万忠墓享殿，为一座面阔三间的硬山式庙宇建筑，面阔11.5米，进深5.7米，正门上方悬挂有长3米、宽1.07米的“永矢不忘”匾额。享殿前兴建一座山门，山门正中央为大门，宽2.85米；左右两侧各一座便门，宽0.93米。大门正上方写有“万忠墓”三字。山门至享殿之间用花岗岩铺设台阶。墓葬外围用青砖修建围墙。1994年重修后，墓葬区重新改为中式墓葬，墓室上方培土建墓茔，墓茔前立有汉白玉墓碑“万忠墓”。